# Bridgetown (Australie-Occidentale)
Pour les articles homonymes, voir Bridgetown (homonymie).
Bridgetown est une localité du sud-ouest de l'Australie-Occidentale, à 270 km au sud de Perth sur le fleuve Blackwood à l'intersection de la South Western Highway avec la Brockman Highway. Bridgetown est le siège du Comté de Bridgetown-Greenbushes et le centre d'un district agricole productif. Elle comptait 2 324 habitants en 2006.

## Histoire de la colonisation
À la fin du XIXe siècle, la région était encore totalement agricole, elle élevait des moutons, du bétail pour les produits laitiers, du bois, des fruits et des noix. La ruée vers l'or à partir de 1892 a apporté la prospérité à la ville et a entraîné un afflux considérable de population.
Pendant la Première Guerre mondiale, la mobilisation des jeunes hommes de la région a créé une pénurie de main d’œuvre agricole. Après la guerre, la zone faisait partie des plans d'établissement des soldats et plus tard du programme d'établissement des groupes. Lors de la crise des années 30, une fabrique de beurre a été créée dans l'espoir de lutter contre le chômage. Pendant la Seconde Guerre mondiale, les prisonniers de guerre italiens ont été mis au travail dans les fermes autour de Bridgetown pour résoudre la pénurie de main-d'œuvre.
Jusque dans les années 1980, les terres entourant Bridgetown étaient presque exclusivement utilisées pour l'agriculture à grande échelle et les pâturages améliorés. À partir de la fin des années 1970, la région est devenue de plus en plus attrayante pour le tourisme régional, attirant les citadins de Perth, en mal de campagne. Certaines personnes, attirées par les qualités esthétiques et le mode de vie rural proposés, ont cherché à s'installer définitivement dans la ville, ce qui a entraîné une forte demande de lotissements agricoles résidentiels et d'agrément, à un moment où il y avait, par coïncidence, un ralentissement mondial de la demande de produits agricoles. De nombreux agriculteurs ont vendu et des émigrants des villes se sont installés.
Le changement démographique a eu un impact profond sur l'industrie de la ville, remplaçant la demande de services agricoles par une demande de services dans les secteurs du tourisme et des loisirs. Cependant, l'augmentation spectaculaire des infrastructures telles que le logement, les routes et les lignes électriques, a nui à l'esthétique rurale et donc ralenti cette évolution.

## Évènements
- Mai: Fête d'automne des Jardins de Pays
- Octobre: Blackwood Marathon
- Octobre: Blackwood Valley Wine Show
- Novembre: festival de musique de blues de Bridgetown
- Novembre: salon de l'agriculture (qui remonte aux années 1920)
- Novembre: Printemps des jardins - festival

## Climat
La ville se trouve sous climat méditerranéen à sécheresse d'été prononcée. Les trois quarts des pluies (752 mm annuels) tombent entre mai et septembre.